# Landolphia owariensis
Espèce
Classification phylogénétique
Landolphia owariensis est une espèce végétale du genre Landolphia, de la famille des Apocynaceae.
C'est une sorte de liane d'Afrique tropicale dont on tire du caoutchouc, appelé « caoutchouc de liane ».